# Igor Poznič
Igor Poznič (Yugoslavia; 13 de agosto de 1967-1 de enero de 2025) fue un futbolista esloveno que jugó en la posición de delantero.

## Carrera

### Club
| Periodo   | Club          |
| --------- | ------------- |
| 1985-1993 | NK Maribor    |
| 1993–1994 | Grazer AK     |
| 1994      | NK Mura       |
| 1995–1996 | NK Maribor    |
| 1996      | FC Felgueiras |
| 1997–1998 | NK Drava Ptuj |

### Selección nacional
Jugó para Eslovenia en una ocasión en 1993.

## Logros
- Liga de la República de Eslovenia (1): 1985-86
- Copa de la República de Eslovenia (3): 1985–86, 1987–88, 1988–89